# Wadi Moussa (ville)
Wadi Moussa est une ville de Jordanie. Elle est traversée par un oued du même nom.
On y trouve à proximité les vestiges de la cité nabatéenne de Pétra, et ceux de la forteresse croisée du Val-Moyse.

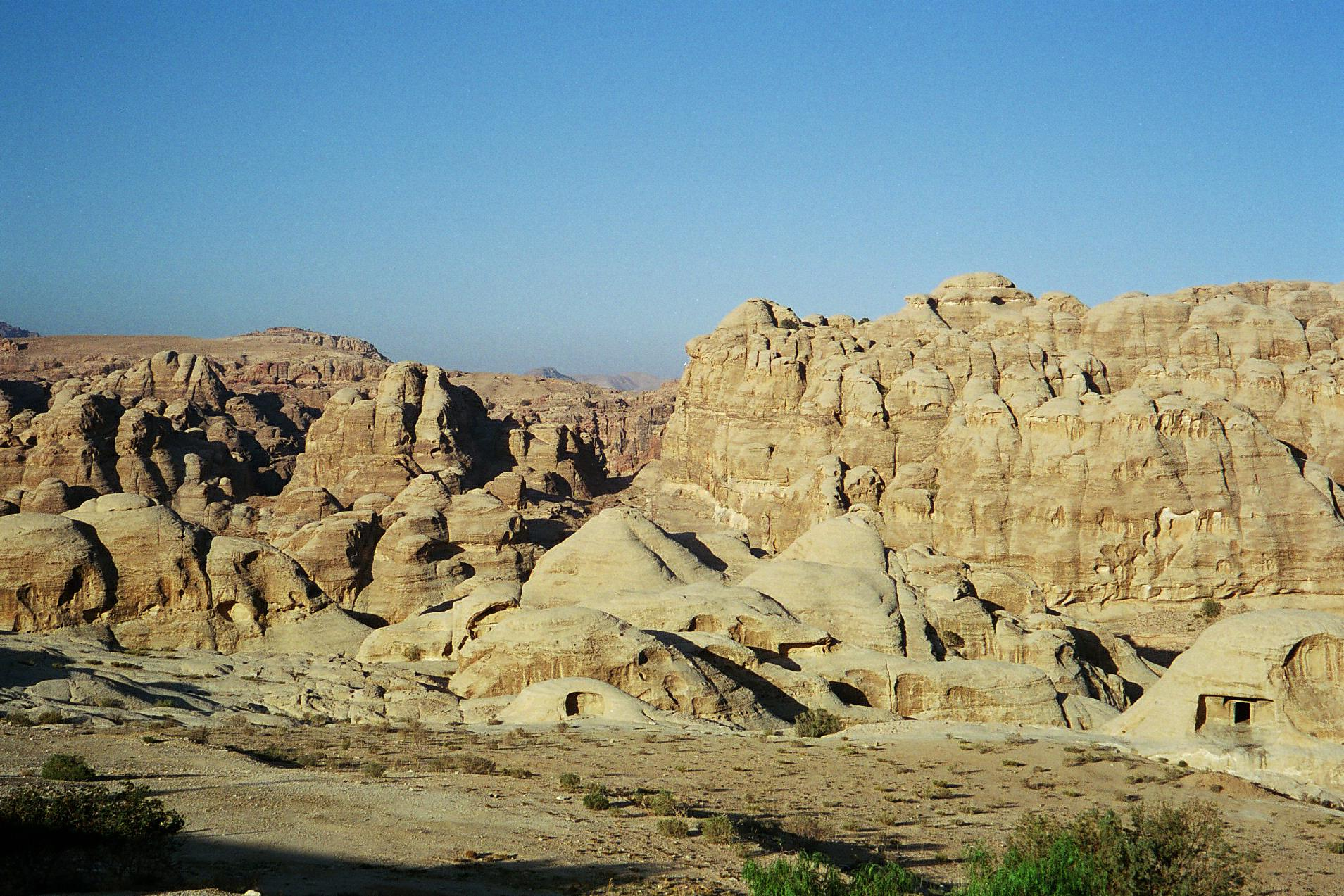
Le Djebel Khubtha près de Wadi Musa.

## Étymologie
Wadi Musa signifie « Vallée de Moïse » en arabe. On raconte que Moïse traversa la vallée et fit jaillir de l'eau du rocher pour ses disciples, à l'emplacement d'Aïn Musa (« Source de Moïse » ou « Puits de Moïse »).
Les Nabatéens construisirent des canaux qui transportaient l'eau de cette source jusqu'à la ville de Pétra.
Wadi Musa était également surnommé le « Gardien de Pétra ». Le tombeau d'Aaron, lieu de sépulture traditionnel d'Aaron, frère de Moïse, se trouve à proximité du Djebel Haroun, un candidat sérieux pour le mont Hor biblique.

## Histoire
À l'époque des Croisades , la région faisait partie de la Seigneurie d'Outre-Jourdain et était défendue par la Forteresse Val Moïse
Pendant la révolte arabe, les forces turques sous le commandement de Mehmed Djemal Pacha ont attaqué Wadi Musa le 21 octobre 1917. Les forces ottomanes ont été défaites par les forces sous le commandement de Mawlud Mukhlis, l'aide de camp de Fayçal.
Le recensement jordanien de 1961 a dénombré 654 habitants à Wadi Musa.